# Valentin Rongier
Valentin Rongier, född 7 december 1994, är en fransk fotbollsspelare som spelar för Marseille.

## Karriär
Den 3 september 2019 värvades Rongier av Marseille, där han skrev på ett femårskontrakt.